# Bloesemkopparkiet
De bloesemkopparkiet (Psittacula roseata) is een vogel uit de familie Psittaculidae (papegaaien van de Oude Wereld).

## Verspreiding en leefgebied
De soort komt voor in Zuidoost-Azië en telt twee ondersoorten:
- P. r. roseata: van West Bengalen (India) tot Bangladesh.
- P. r. juneae: van noordoostelijk India en noordelijk Myanmar tot Indochina.